# Pukehorn

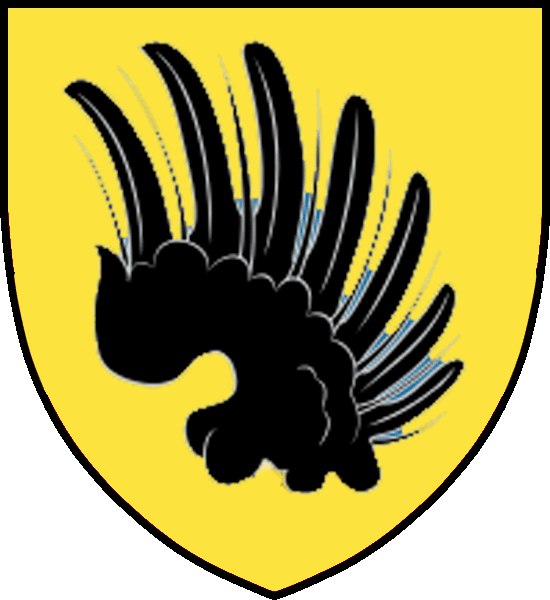
Pukehorn kallas inom heraldiken en uppåtvänd örnvinge, ärvd inom ätter eller buren av personer som kallat sig Puke.

Ett Pukehorn är inom heraldiken en uppåtvänd örnvinge, ibland något krökt eller vriden, för att passa in i vapenskölden, Några ätter har fört Pukehornet som ett ärvt ättevapen, bland andra den äldre Pukeätten.
Pukehorn som vapenmärke förefaller ha varit omgärdat med särskild mystik och symbolvärde, och binamnet  Puke som lär betyda den onde och var ett äldre namn för djävulen, har burits av ett flertal skandinaviska personer under medeltiden, vilka förde en uppåtvänd vinge i sitt vapen, utan att de varit släkt med varandra, medan deras släktingar normalt fört ättens vapen. Pukehornet fördes till exempel av obesläktade personer som kallat sig Puke eller Puki är Guttorm och Sigurd Puki i Loms socken i Norge, Paul Puke i Romerige.
Pukehorn fördes i vapnet av några medlemmar av den ätt som kallas Lejonbalk, eftersom de flesta inte förde ett pukehorn, utan en kluven sköld med lejon och balkar. Från dessa upptogs vapnet av den svenska lagmannen Ragvald Puke, gift med Katarina Karlsdotter, dotter till lagmannen Karl Ingeborgasson (Lejonbalk), vilken som ung förde Pukevapnet innan han förde Lejonbalken, och flera av Ragvald Pukes ättlingar förde ett vapen med en svart örnvinge i gult fält, varför denna svenska medeltida frälseätt kallas den äldre Pukeätten.
En ätt som på Internet ibland kallas för Pukehorn af Ulvsunda förekommer som ett nutida konstruerat namn.